# سوس ديل ري كاتوليكو
بلدية سوس ديل ري كاتوليكو (بالإسبانية: Sos del Rey Católico) هي بلدية تقع في مقاطعة سرقسطة التابعة لمنطقة أراغون شمال شرق إسبانيا.

## الديموغرافيا
بلغ عدد سكان بلدية سوس ديل ري كاتوليكو 666 نسمة عام 2011 (وفقاً للمعهد الوطني الإسباني للإحصاء).
| 850 | 813 | 754 | 722 | 712 | 690 | 666 |

## توأمة
لسوس ديل ري كاتوليكو اتفاقيات توأمة مع:
- باليرمو

## أعلام
- فرناندو الثاني